# Schulschwesternkirche (Graz)

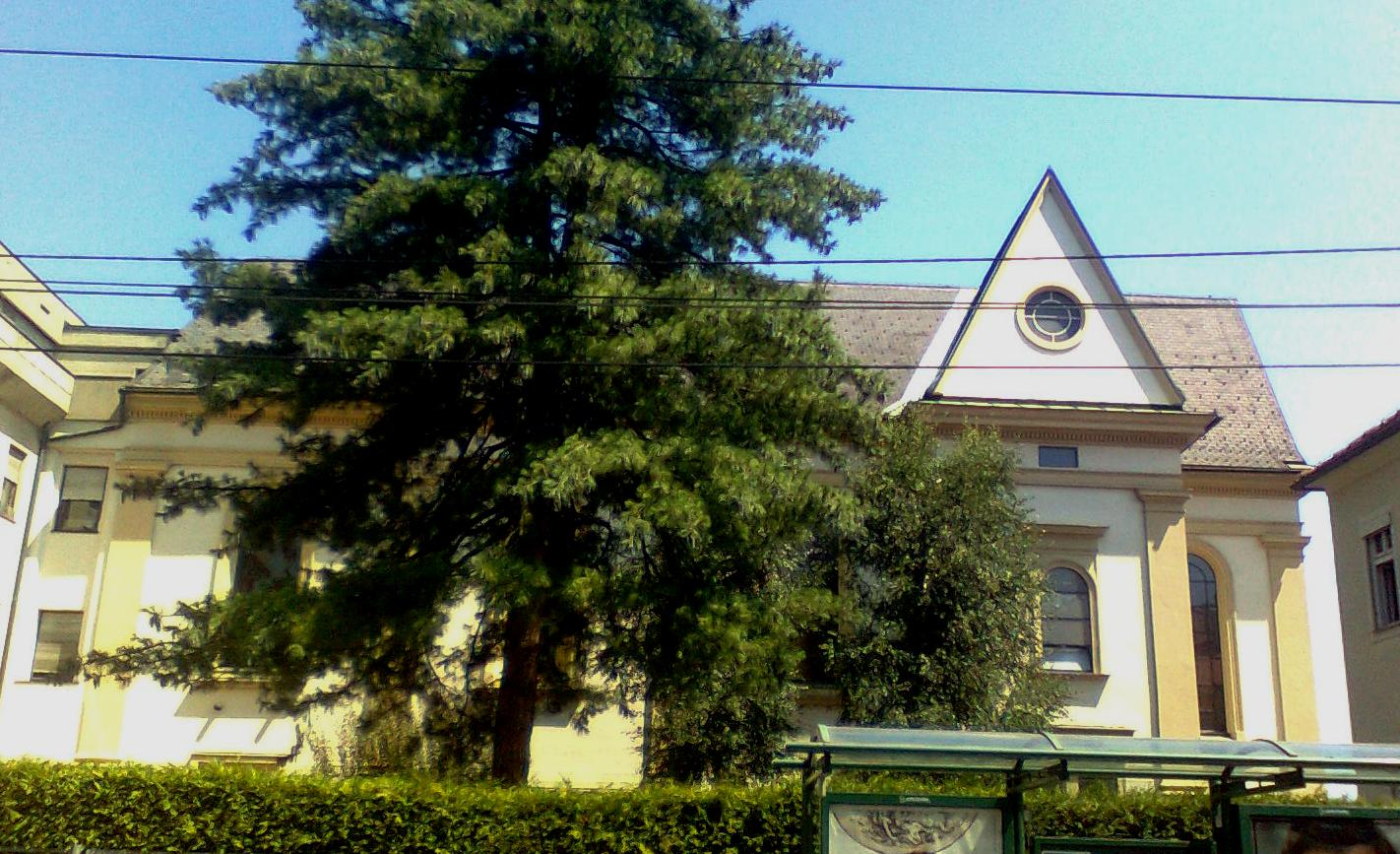
Schulschwesternkirche

Die Schulschwesternkirche zur Unbefleckten Empfängnis ist eine römisch-katholische Kirche im 14. Grazer Gemeindebezirk Eggenberg und mit der dazugehörigen Privatschule. Sie gehört zu den Grazer Schulschwestern (Franziskanerinnen von der Unbefleckten Empfängnis) und ist der Pfarre Graz-St. Vinzenz unterstellt und gehört damit zum Dekanat Graz-West der Stadtkirche Graz.

## Geschichte und Gestaltung

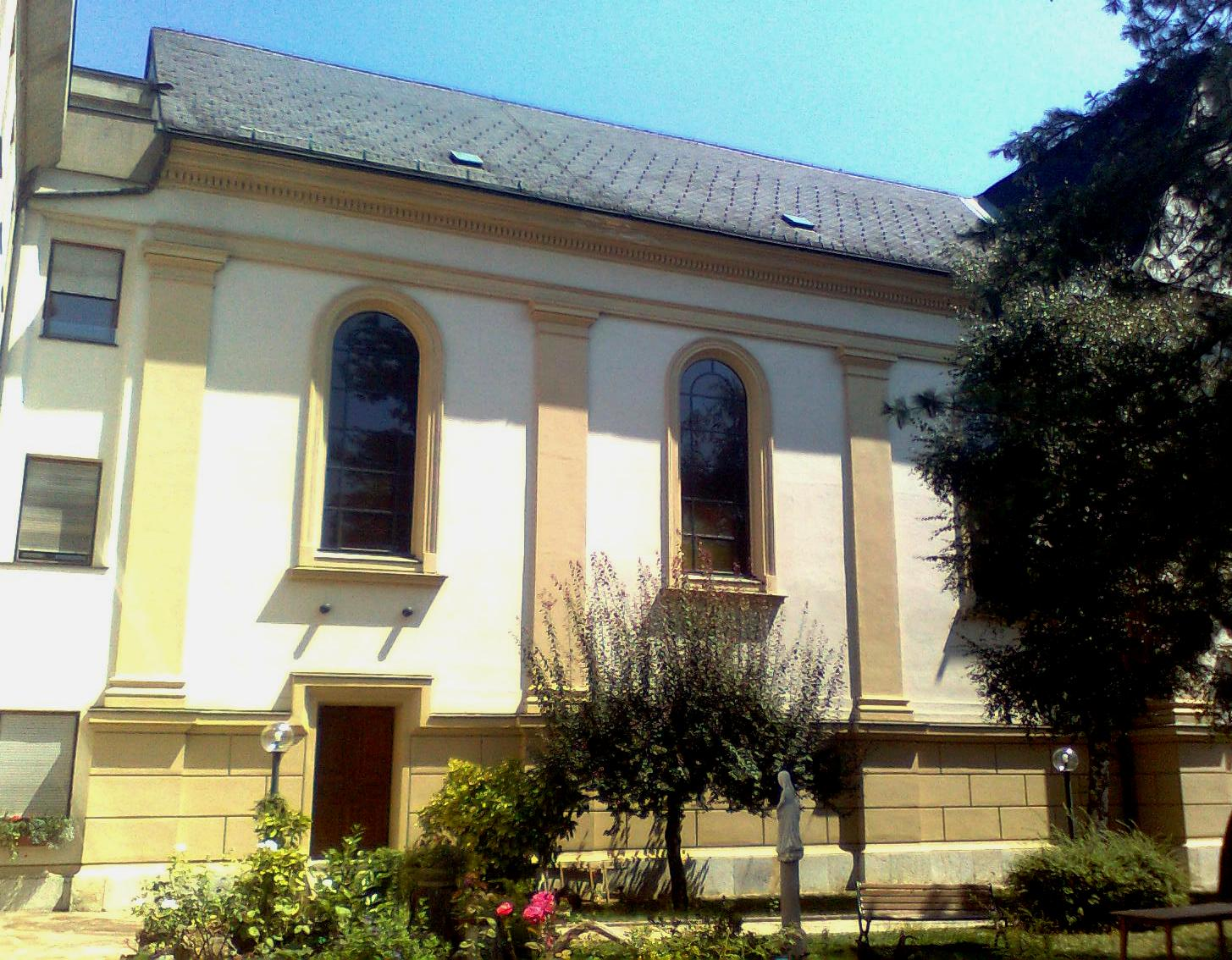
Seitenfassade

Das Kirchengebäude gehört zum Klosterkomplex des Mutterhaus Graz-Eggenberg (Institut der Schulschwestern), das ab 1846 erstellt wurde.
Die Hauskirche wurde in den Jahren 1896 und 1897 nach den Plänen Josef Flohrs anstelle eines 1855 fertiggestellten Baus errichtet. Von 1968 bis 1971 erfolgte eine Umgestaltung der neuen Kirche nach den Entwürfen von Günther Domenig und Eilfried Huth. Der Sakralbau besitzt einen kreuzförmigen Grundriss und schließt auf der Ostseite an das Kloster und Schulgebäude an und besteht aus einem Langhaus mit insgesamt drei Jochen. Die Mensa, der Tabernakel und der Ambo stammen vom Künstler Gerhard Moswitzer (1969/1970) und die Orgel kommt aus der Werkstatt der Gebrüder Krenn. Von Rudolf Szyszkowitz stammen das Fastentuch in der Kirche und ein Glasgemälde im Schulgebäude. Aus der ursprünglichen Ausstattung der Kirche sind eine Maria Immaculata und eine Maria mit dem Evangelisten Johannes erhalten, die dem Künstler Jakob Gschiel zugeschrieben werden.